# کلاغ جنگلی هندی
کلاغ جنگلی هندی (نام علمی: Corvus culminatus) گونه‌ای کلاغ است که در سراسر شبه‌قاره هند در جنوب هیمالیا یافت می‌شود. این گونه بسیار رایج است و به راحتی از کلاغ خانگی (Corvus splendens) که دارای گردن خاکستری است متمایز می‌شود. در گذشته، این گونه به‌عنوان زیرگونه‌ای از گونه‌های دیگر کلاغ پنداشته می‌شد، اما آوازها و شواهد حاصل از تکامل مشترک انگل‌های خارجی و شواهد تبارزایی سبب شده‌است که به عنوان گونه‌ای متمایز در شیوه طبقه‌بندی نوین در نظر گرفته شود. از نظر صدا با کلاغ نوک‌بزرگ (Corvus macrorhynchos) که در ارتفاعات بالاتر هیمالیا یافت می‌شود و کلاغ جنگلی خاوری (Corvus levaillantii) که در بخش شرقی محدوده آن همپوشانی دارند، متفاوت است. از نظر ظاهری، شناسایی آن از هر یک از این گونه‌ها دشوار است، اگرچه پرها به رنگ ارغوانی یکنواخت‌تر درخشان هستند و دارای نوک طولانی‌تری با توک ظریف و نوک کمانی کمتر است. گونه هیمالیایی، دم‌گوه‌ای دارد، برخلاف دم گرد کلاغ جنگلی هندی، و تمایل زیادی به سریدن دارد.

## پراکندگی
کلاغ جنگلی هندی در سرتاسر سرزمین اصلی هند در جنوب کوهپایه‌های هیمالیا، شرق مناطق بیابانی در شمال غربی هند و محدوده شرقی در پیرامون بنگال یافت می‌شود. در سری‌لانکا نیز یافت می‌شود.

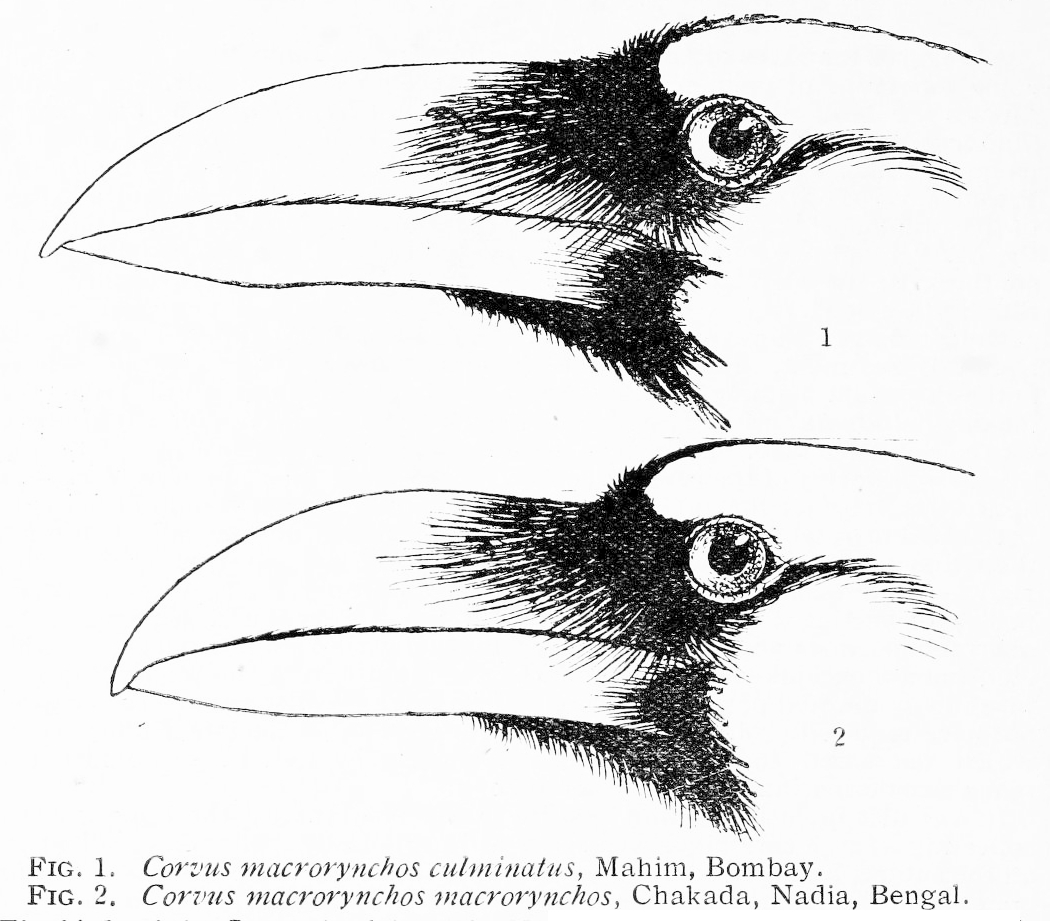
مقایسه شکل نوک در زیرگونه culminatus (بالایی) و شکل کمانی‌تر در شکل هیمالیایی (پایین)

گستره Corvus بر اساس انگل‌های خارجی، پیروی از Klockenhoff (1969)

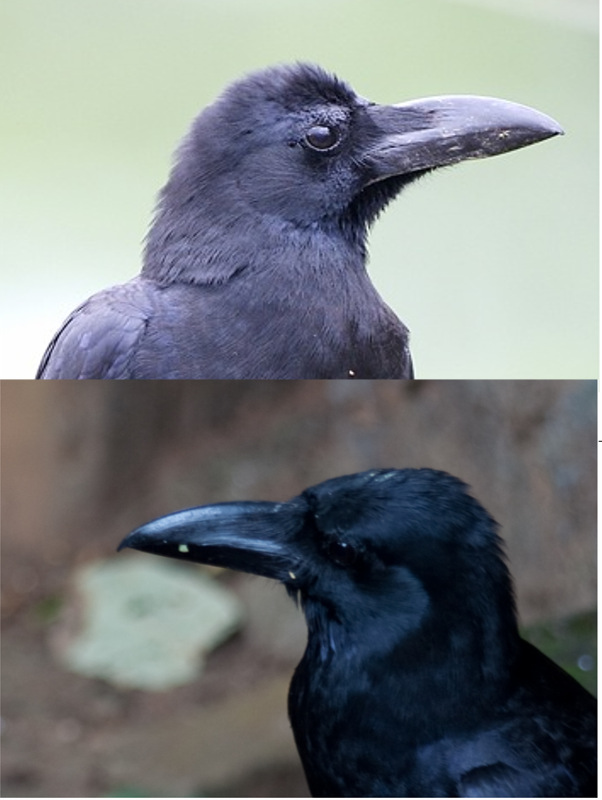
تفاوت شکل نوک دقیق است - levaillantii (بالا) و culminatus (زیر)